# Raimondas Rumšas
Raimondas Rumšas, född 14 januari 1972 i Šilutė, Litauen, är en litauisk före detta professionell tävlingscyklist. Rumšas var som mest framgångsrik åren 2000–2003 då han cyklade för de italienska proffstallen Fassa Bortolo och Lampre.
Rumšas slutade trea totalt i 2002 års upplaga av Tour de France men är mest ihågkommen för att ha varit inblandad i en dopningsskandal i samband med detta då hans fru Edita Rumšienė, samma dag som tävlingen avslutats den 28 juli, fastnade i den franska tullen nära Chamonix på gränsen mot Italien med bilen full av kortikosteroider, anabola steroider, tillväxthormoner, testosteron och EPO. Rumšienė satt anhållen i två månader innan hon släpptes mot en borgensumma på 20 000 euro.
2003 fastnade Rumšas i ett dopningstest med det förbjudna preparatet EPO i kroppen efter att ha slutat på sjätte plats i Giro d'Italia. För det ålades han med en avstängning från sporten på ett år. 2004 kom han tillbaka och cyklade för det italienska stallet Acqua & Sapone, dock utan att göra något större väsen av sig i resultatlistorna.
Rumšas fick sitt stora genombrott säsongen 2000 då han vann Lombardiet runt i en spurt före Francesco Casagrande och Nicklas Axelsson. 2000 slutade han även femma totalt på det stora etapploppet Spanien runt. 2001 vann Rumšas Baskien runt. 

## Meriter
1999
1:a  Nationsmästerskapens tempolopp
1:a Settimana Ciclistica Lombarda, 1 etapp
1:a Bałtyk-Karkonosze Tour, 1 etapp
2:a Fredsloppet, 1 etapp
2000
1:a Lombardiet runt
5:a Spanien runt
2001
1:a  Nationsmästerskapens linjelopp
1:a Baskien runt, 1 etapp
2:a Paris-Nice
2002
2:a Euskal Bizikleta
3:a Tour de France
2003
6:a Giro d'Italia
2005
1:a  Nationsmästerskapens tempolopp
2:a Nationsmästerskapens linjelopp

## Stall
- Mróz 1996–1999
- Fassa Bortolo 2000–2001
- Lampre 2002–2003
- Acqua & Sapone 2004